# 인바이츠바이오코아
인바이츠바이오코아(영어: INVITES BIOCORE)는 대한민국의 임상시험수탁(CRO) 기업이다.

## 투자
2022년 인바이츠바이오코아의 손자 회사가 유상증자 참여를 통해 크리스탈지노믹스의 최대주주가 되었다.또한 100개 이상의 한국 해외 고객사를 보유하고 있으며 국내 1호 독성동태 분석(GLP)인증과 국내 1호 생동성 시험 기관으로 인증받았다.

## 같이 보기
- CG인바이츠